# SN 2002cf
SN 2002cf – supernowa typu Ia odkryta 13 kwietnia 2002 roku w galaktyce NGC 4786. W momencie odkrycia miała maksymalną jasność 17,00m.